# Toyota 94C-V
Chronologie des modèles
Toyota 93C-V
La Toyota 94C-V est une voiture de course construite par Toyota destinée à participer aux 24 Heures du Mans.

## Développement
Avec la fin du groupe C, Toyota va faire évoluer une dernière fois sa voiture afin que celle-ci se conforme au règlement LMP1 pour les 24 Heures du Mans 1994. Cette dernière version sera baptisée Toyota 94C-V.

## Résultats sportifs
Deux voitures ont été inscrites,  avec les numéros n° 1 et n° 4, aux 24 Heures du Mans 1994. Roland Ratzenberger devait être l'un des pilotes de la voiture n° 1. Malheureusement, il a subi un accident mortel lors du week-end du Grand Prix automobile de Saint-Marin 1994. Eddie Irvine a remplacé Ratzenberger, mais le nom de Ratzenberger a été laissé sur la voiture en tant qu'hommage.

Mauro Martini qualifiera la voiture n ° 1 en 4ème position (3ème dans la classe LMP1) sur la grille de départ, tandis que George Fouché a qualifié la voiture n° 4 en 8ème position (5ème classe LMP1). Les deux voitures ont fini la course, et pour la troisième année consécutive, ont atteint la 1re et 2e position de leur classe. La voiture n° 1 a terminé 2e au général, à 1 tour derrière le vainqueur. La voiture n° 4 a terminé 4ème au général, à 16 tours derrière le vainqueur.En tout et pout tout, les Toyota 94C-V n° 1 et n° 4 passent 287 tours en tête.

La dernière course de la Toyota 94C-V a été les 1000 km de Suzuka en 1994. Elle s'est retirée de la course en raison des endommagements causés par un accident.      
| Course            | Date          | no | Écurie            | Pilotes                                  | Châssis                   | Classement |
| Course            | Date          | no | Écurie            | Pilotes                                  | Moteur                    | Classement |
| ----------------- | ------------- | -- | ----------------- | ---------------------------------------- | ------------------------- | ---------- |
| 24 Heures du Mans | 18 au 19 juin | 1  | SARD              | Eddie Irvine Mauro Martini Jeff Krosnoff | 92CV-005                  | 2e         |
| 24 Heures du Mans | 18 au 19 juin | 1  | SARD              | Eddie Irvine Mauro Martini Jeff Krosnoff | Toyota R36V 3.6L Turbo V8 | 2e         |
| 24 Heures du Mans | 18 au 19 juin | 4  | Trust Racing Team | Steven Andskär George Fouché Bob Wollek  | 92CV-001                  | 4e         |
| 24 Heures du Mans | 18 au 19 juin | 4  | Trust Racing Team | Steven Andskär George Fouché Bob Wollek  | Toyota R36V 3.6L Turbo V8 | 4e         |
| 1000 km de Suzuka | 28 août       | 1  | SARD              | Mauro Martini Jeff Krosnoff              | 92CV-005                  | Abandon    |
| 1000 km de Suzuka | 28 août       | 1  | SARD              | Mauro Martini Jeff Krosnoff              | Toyota R36V 3.6L Turbo V8 | Abandon    |